# Walter Ganshof van der Meersch
Walter Jean Ganshof van der Meersch, född 18 maj 1900 i Brygge, död 12 september 1993 i Tintange i Vallonien, var en belgisk bobåkare. Han deltog vid olympiska vinterspelen i Sankt Moritz 1928. Hans lag kom på sjätte plats.

## Utmärkelser
- Kommendör av Hederslegionen
- Belgiens krigskors 1940
- Storkors av Leopoldorden
- Companion av Bathorden
- Storkors av Kronorden
- Storkors av Leopold II:s orden
- Storofficer av Ekkronans orden
- Croix de Guerre 1939–1945
- Kommendör av Legion of Merit

[Redigera Wikidata]